# Latissistrombus taurus
Latissistrombus taurus (nomeada, em inglês, bull conch; na tradução para o português, "concha touro"; em alemão, Stier-Flügelschnecke ou Stier-Fechterschnecke; na tradução para o português, "caracol com asas de touro") é uma espécie de molusco gastrópode marinho pertencente à família Strombidae da ordem Littorinimorpha. Foi classificada por Lovell Augustus Reeve, com o nome Strombus taurus, em 1857, no texto "Description of seven new shells from the collection of the Hon. Sir David Barclay of Mauritius", publicado nos Proceedings of the Zoological Society of London. 25. Seu gênero, Sinustrombus, foi proposto em 2007, antes de ser modificado para Latissistrombus, do mesmo ano. É nativa do oeste do oceano Pacífico.

## Descrição da concha
Concha rosada ou alaranjada com máculas brancas ou avermelhadas, marmoreadas, com a espiral moderadamente destacada e com a sua última volta formando uma aba dotada de lábio externo engrossado, dotado de 2 projeções mais destacadas, no formato de chifres, em sua parte superior, daí provindo o nome "bull conch" e o seu descritor específico taurus (= "touro"). Abertura com o interior esbranquiçado e contendo um opérculo córneo, longo e curvo, que não ocupa toda a sua extensão. Apresenta fortes calosidades em suas voltas, vista por cima. Chega de 9 a até 13 centímetros, em suas maiores dimensões. A maioria das suas conchas são fortemente incrustadas por epibiontes.

## Distribuição geográfica e habitat
Latissistrombus taurus ocorre no oeste do oceano Pacífico, em águas rasas da zona nerítica até aproximadamente os 30 metros, na região das ilhas Marshall e Marianas, na Micronésia, mas com seu holótipo com descrição de coleta nas Ilhas Amirante, Seicheles, no oceano Índico (presente na coleção de David Barclay até o ano de 1891; de acordo com o malacólogo S. Peter Dance, em seu livro Rare Shells, "até sua morte" e aparentemente não ocorrendo em lugar algum do referido oceano); habitando fundos de restos arenosos de coral ou pedras, geralmente estando distribuídos em pares ou às vezes em grupos de três, mas ocasionalmente formando rebanhos onde 50 ou mais espécimes são avistados. Foi por muito tempo considerada uma espécie extremamente rara, às vezes demorando mais de cem anos para a descoberta de um novo espécime, até a descoberta de diversos indivíduos entre 1959 e 1960.